# チョッパーマン
『チョッパーマン』は、尾田栄一郎の漫画『ONE PIECE』の総集編に掲載されたおまけ漫画、および同作のスピンオフ作品。

## 概要
元々は、公式ガイドブック『ONE PIECE BLUE』の中の四コマ作品の一つをその起源としている。テレビアニメ『ONE PIECE』内で『ONE PIECE 麦わら劇場』としてミニアニメが5回にわたって放送された。また、第336話では番外編として『出動チョッパーマン! 守れ渚のTV局』が放送された。
2011年12月から2014年2月まで、『最強ジャンプ』にて武井宏文（武井宏之の実弟）の「チョッパーマン」及び「チョッパーマン ゆけゆけ! みんなのチョッパー先生」が連載された。

## ストーリー
主人公チョッパーマンは、Dr.ウソダバダ率いる悪の組織ウソダバ団の陰謀を打ち砕くべく、助手のナミフィアと共に立ち向かう。

## 登場人物

### チョッパーマンと関係者
チョッパーマン（僕らのヒーロー正義の味方）
声 - 大谷育江
本作品の主人公。そげキングから貰ったCと書かれた「チョッパーマント」で空を飛べる。武器は「可愛さ」であり、彼の得意技は、その容姿から出される「キューンスパーク」。これで、どんな敵でもイチコロにできる。それが効かない場合は、怒りの暴力「チョッパーバイオレンス」でタコ殴りにする。
原作とは違い、獣人以外の他の形態に変身しない。プラモデルが好き。任務がない時はポテチを食べながらお笑い番組を見ている。ただし依頼すると、ナミフィアに法外な報酬を要求されるため、実は姿を見る機会はかなり少ない。
ナミフィア（可憐なる助手）
声 - 岡村明美
本作品のヒロイン。チョッパーマンの助手。チョッパーマンの任務と家計を管理する。仕事は真面目だが、お金に目がない。
原作ではジャイアントルフィボンバーを売って指輪を買うという面もあるが、アニメでは後に指輪を売って買いなおし、チョッパーマンのピンチに駆けつけた。最後にはチョッパーマンファンクラブを作り、大儲けしていた。ちなみにチョッパーマンの出動を依頼すると、彼女に法外な報酬を要求されてしまう。
ジャイアントルフィボンバー（秘密兵器巨大ロボ）
声 - 田中真弓
チョッパーマン側の巨大ロボ。全長50mのロボット。人語も喋る能力を持つ。性格は「わが道を行く」。もともとはウソダバ団の秘密兵器。
原作およびアニメでは、人が乗り込んで操縦する事ができ、チョッパーマンが興味本位で操縦したことにより、ウソダバ団は壊滅してしまう。そのままチョッパーマンの仲間になるが、最後はナミフィアに売られてしまう。
その後の行方は原作では不明だが、アニメでは指輪と引き換えに買いなおされ、フランガシャーンに吹っ飛ばされたチョッパーマンを助ける等の活躍をした。その後は、ナミフィアが倍の数の指輪を買える程のお金を稼いでいる。
連載漫画版では、ウソダバ団壊滅後に発見され、チョッパーマンの友達になるが、その後、スパンダに大金と引き換えに連れさらわれるが、駆け付けたチョッパーマンに救われ、事なきを得た。

### ウソダバ団
ウソダバダ率いる、悪の秘密組織。
Dr.ウソダバダ（悪の権化）
声 - 山口勝平
ウソダバ団を率いて、世界征服を目論む、ロボットから怪人、メカまで作れる悪の天才科学者。チョッパーマンの敵。世界征服そのものはマジメに考えているようだが、やっぱりどこかトンチンカン。ウソダバ団の基地にチョッパーマンをおびき寄せて倒そうとするが、チョッパーマンがルフィボンバーと仲良くなり、興味本位で操縦したことにより手下達と共に吹き飛ばされてしまう。
資金面では不自由はないようだが、（ゾロギラーとサンジロプスが不真面目で、ロビフラワンもチョッパーマンとの戦いでは役に立たない為）人材不足が悩みの種（一方で人材が入ったらゾロギラーとサンジロプスをリストラしようと考えていた）。
アニメでは人材不足を解消するため渚のテレビ局をジャックし、ウソダバ団の新メンバーを募集したり、ウソダバ団の人気高騰を狙ってチョッパーマンをエサ（限定プラモ）で釣ってプロレスの八百長試合をしたが、結局はチョッパーマンの人気が大ブレイクする事になってしまい、（損はしていないが）失敗に終わってしまった。キューンスパークの効き目は薄いが、チョッパーマンの可愛さは一応認めている。歌に自信があるらしく、事ある毎に歌おうとしていたが、その都度邪魔が入る。
連載漫画版では一度チョッパーマンに敗北していた所をB.B.に拾われ、サイボーグ(外見は完全にそげキング)として復活、チョッパーマンへの復讐を目論む。
戦闘員
3名（ゴーグルをかけ、それぞれ24・38・51とナンバリングされた3人）がいる。ウソダバダに忠実だが、ナミフィアと間違えてチョッパーマンを人質として連れてきたり、敵であるはずのチョッパーマンに丁寧にお茶を出す等、やはりどこかずれている。なお、連載漫画版では10人以上の戦闘員が登場している。

#### ウソダバ団三悪人
ウソダバダが生み出した改造人間で、ウソダバ団の幹部的存在。
ロビフラワン（お花怪人）
声 - 山口由里子
ウソダバ団の「お花怪人」。腕が6本ある。
アニメ版では、ウソダバダの秘書のような役目をする事もあり、一言多いが彼のことは彼女なりに尊敬しているらしい。三人の中では真面目だが、敵であるチョッパーマンにはメロメロで、キューンスパークに何度もやられている。
連載漫画版では、花にしか興味がなく、チョッパーマンたちがナミフィアを救いにウソダバ団本部に乗り込んできたときも旅行のため留守にしていた。その後、チョッパーマンに悩殺され友達となり、トニートニー島で花屋を始める。
ゾロギラー（おにぎり怪人）
声 - 中井和哉
ウソダバ団の「おにぎり怪人」。不真面目でウソダバダに対する忠誠心は皆無。顔がおにぎりで、下半身は力士のような姿をしており、両胸には「11」とかかれている。本編と違い、刀は一本しか持っておらず、背中に差している。
アニメ版では、彼はおにぎりが大好きなため、相手がおにぎりを持っていないと不機嫌になり、「今度から持っとけ」と脅してくる。電波ジャックの際には、「おにぎり侍」という意味の分からない時代劇番組を作っていた。
連載漫画版では名前が「ゾロキラー」になっており、洗脳された状態でトニートニー島に出現してチョッパーマンと戦う。「ウメボシマシンガン」や「おに斬り」などの技を使う。チョッパーマンに倒され、その男気に触れてからはチョッパーマンの友達となる。
サンジロプス（エロ怪獣）
声 - 平田広明
ウソダバ団の「エロ怪獣」。ゾロギラー同様、不真面目でウソダバダに対する忠誠心は皆無。常にタバコを吸い、「SR」とかかれた白いTシャツを着ている。女性には優しいが男性には容赦しない。
アニメ版では、本人は否定しているが、常にエロい事を考えている。ロビフラワンに惚れているが、本人からは呆れられている。電波ジャックの際は「サンジロプスの30時間クッキング」なる料理番組を制作し、腕は見せたものの料理部分はわずか3分で、残りの29時間57分は視聴者の女性をじーっと見つめるだけという訳の分からない内容だった。
連載漫画版では、自身でエロい事を考えていると言っている。不真面目でなかなか作戦に参加しなかったが、ウソダバダに騙されトニートニービーチでチョッパーマンと対決する。アニメと違いロビフラワンに惚れている描写はなく、ナミフィアに惚れている。その為、ナミフィアを人質に取ったウソダバダに反発し、チョッパーマンの友達になった。

#### 連載版オリジナルの敵
デスハッチ（タコロボ兵器）
ウソダバダが生み出したロボット。6本の腕を刃物に変えて6刀流で戦う。
バラバギー（赤鼻怪人）
ウソダバダが生み出した怪人。原作同様、「バラバラ砲」「バラバラ緊急脱出」などの技を使う。
バラバギー改（赤鼻怪人）
ウソダバ団壊滅後に現れる。サンジロプスとゾロキラーの技をくらっても無傷でいたが、チョッパーマンに瞬時に倒された。
エネルゴットン（ゴロゴロロボット）
ウソダバダが生み出したロボット。「ウソ裁き」「ウソダ放電」「万雷」などの技を使う。
モクモーカーZ（スモークロボ）
ウソダバダが生み出したロボット。巨大な十手と熱探知でゾロギラーやサンジロプスを苦戦させる。
ダマスワン（変身怪人）
ウソダバダが生み出した怪人。原作同様、他人に変身できるが、変身した相手の技も使用できる。三怪人以外では珍しく改心し、食べつくされ島の用心棒となる。
グレートクロコザウルス（巨大怪獣兵器）
ウソダバダが生み出した怪獣。あまりにも強大すぎた為封印されていたが、ウソダバダの手により解放された。
たま・にん・ピー(キラーロボトリオ)
ウソダバダが生み出したロボット。合体可能。

### トニートニー島の住人
ミュー
トニートニー養蜂場のペットだったが、ウソダバダに洗脳され暴君になってしまう。「ニキュ」が口癖。
ゲン
トニートニー漁業組合の一員。
プードル
トニートニー島の長。原作同様、愛犬シュシュを連れている。
ガイモンキー
トニートニー島の珍獣の森の長老。
ワルジャブラ
珍獣ハンター。珍獣を狙い、珍獣の森にやって来た狼。

### 食べつくされ島の住人
シロマーリモ
食べつくされ島の主。
チエ子
シロマーリモの妻。
ワポルン
恐喰カバ。

### その他
スパンダ
ロボコレクター。ジャイアントルフィボンバーを誘拐するが、駆け付けたチョッパーマンに倒された。パンダとそっくりな顔つきだが、パンダ呼ばわりされることを嫌う。また、本編と違い顔の一部にギプスを装着しておらず、パンダの耳を模したギプスを頭に装着している。
ブラックブルック
通称B・B。音楽で人を操る能力を持つ。金儲けのために、壊滅後路頭に迷うウソダバダを拾い協力する。本編と違い、骸骨の姿ではないが、骸骨を模した服装になっている。また、楽器はバイオリンでなくギター。

### アニメオリジナル
フランガシャーン
声 - 矢尾一樹
ジャイアントルフィボンバーに代わるウソダバ団側の巨大ロボ。こちらでは「ん〜サイバー!」といっている。なぜか海水パンツらしきものがある。強さは未知数。ウソダバダにはけっこう忠実らしく、見せ場はそこそこあったが、ジャイアントルフィボンバーとの一騎討ちでKOされてしまった。
元々は『ONE PIECE YELLOW』のおまけ漫画『SPACE TIME』に登場したキャラクターである。
ヨサク&ジョニー
声 - 徳山靖彦（ヨサク）、高塚正也（ジョニー）
アニメで登場。ゾロキラーの時代劇ドラマにて登場し、ポルチェを襲おうとしたがゾロキラーに阻まれる。おにぎりを持っていなかったため、ゾロキラーに脅される。
クレジットでの表記は「浪人」。
ポルチェ
声 - 中山さら
アニメで登場。ゾロキラーの時代劇ドラマにて登場し、浪人達に襲われるがゾロキラーに助けられる。
クレジットでの表記は「町娘」。
ショーパン
声 - 生野陽子　
渚のテレビ局のアナウンサー。ウソダバダがジャックした際、最初は縛られたが、プロレス番組の実況を勤めた。
風野みのる
声 - 鈴木みのる
ウソダバダ企画のプロレス番組の解説者として出演。終盤でチョッパーマンと交代し、ウソダバダを痛めつけた。ちなみに、チョッパーマンからは「風になれ」と激励されている。

## 書誌情報
- 尾田栄一郎（原作）・武井宏文（作画） 『チョッパーマン』 集英社〈ジャンプ・コミックス〉、全5巻
  1. 〝僕らのヒーロー チョッパーマン登場!!〟（2012年5月2日発売、ISBN 978-4-08-870447-0）
  2. 〝エロ怪獣襲来!!!〟（2012年11月2日発売、ISBN 978-4-08-870547-7）
  3. 〝応援エネルギー〟（2013年6月4日発売、ISBN 978-4-08-870678-8）
  4. 〝悪夢ふたたび〟（2013年11月1日発売、ISBN 978-4-08-870847-8）
  5. 〝ぼくらの友達 チョッパーマン!〟（2014年6月4日発売、ISBN 978-4-08-880082-0）
- 尾田栄一郎（原作）・武井宏文（作画） 『チョッパーマン ゆけゆけ! みんなのチョッパー先生』 集英社〈ジャンプ・コミックス〉、2012年2月3日発売、ISBN 978-4-08-870441-8